# 이집트로의 피신

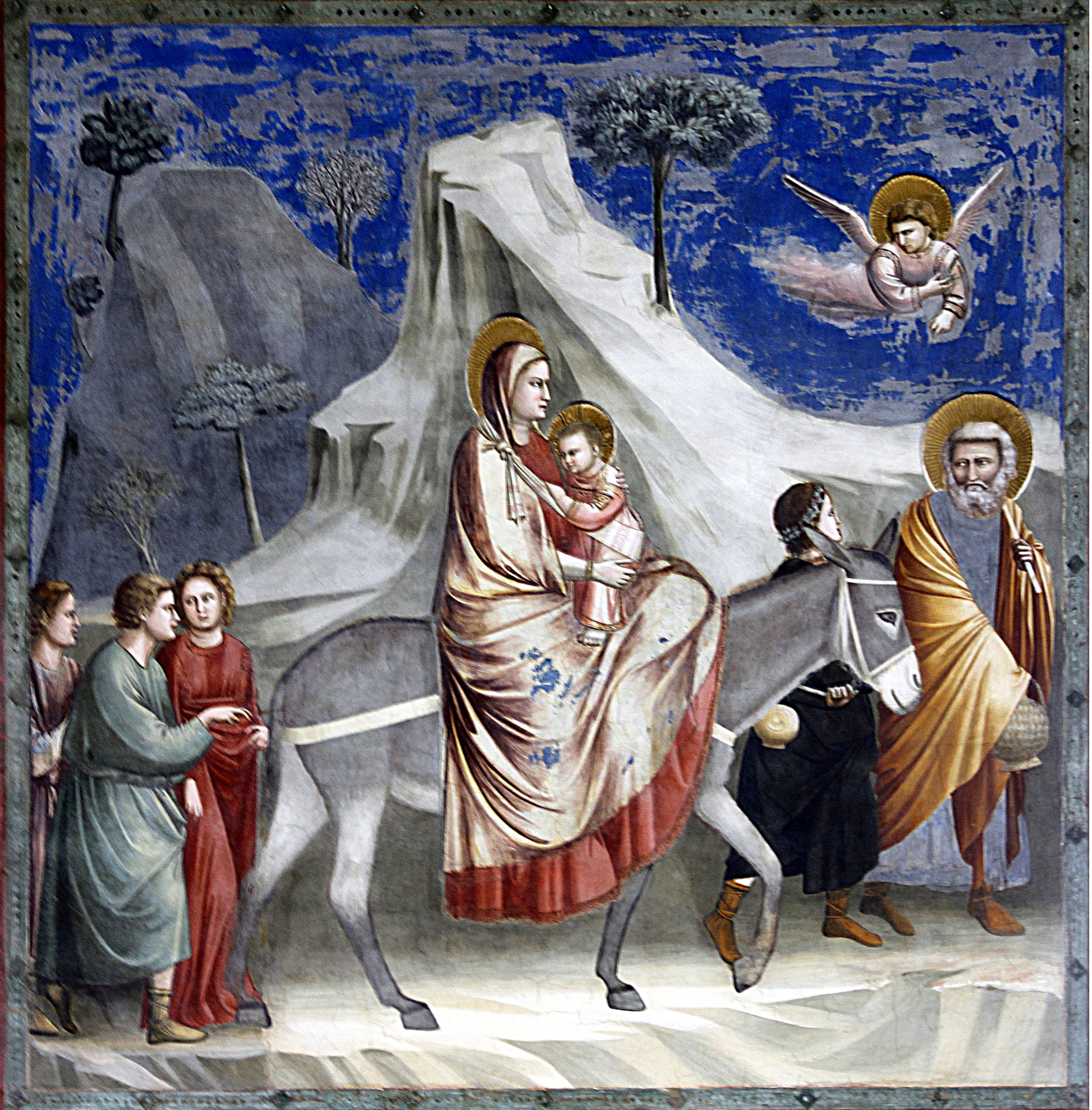

이집트로의 피신 또는 애굽으로의 피신 이야기는 마태복음 2:13~23과 신약 외경에 나오는 이야기이다. 동방 박사의 방문 직후, 천사가 꿈에 요셉에게 나타나 헤롯 왕이 그를 죽이려고 아기를 찾을 것이기 때문에 마리아와 아기 예수와 함께 이집트로 피신하라고 말했다. 이 일화는 예술에서 예수 탄생의 마지막 일화로 예술에서 자주 보여지며 동정녀의 삶과 그리스도의 삶의 주기에서 공통적인 구성 요소였다. 구전 전통 내에서 "이집트 피신 중 휴식"의 상징적 표현은 14세기 이후에 발전했다.

## 마태복음의 기록

### 헤롯으로부터의 도주
동방박사들이 예수를 찾으러 왔을 때, 그들은 예루살렘에 있는 헤롯 대왕에게 가서 "유대인의 왕"으로 태어난 아기를 어디에서 찾을 수 있는지 물었다. 헤롯은 그 아이가 그의 왕좌를 위협할 것이라는 편집증에 빠져 그를 죽이려고 했다(2:1-8). 헤롯은 아기를 죽이려는 의도로 무고한 사람들을 학살했다(마태복음 2:16–마태복음 2:18). 그러나 천사가 꿈에 요셉에게 나타나서 예수님과 그의 어머니를 애굽으로 데려가라고 경고했다(마태복음 2:13).
이집트는 헤롯 왕의 통치권 밖에 있었기 때문에 논리적으로 피난처를 찾을 수 있는 장소였지만, 이집트와 유대는 둘 다 로마 제국의 일부였으며 "바다의 길"로 알려진 해안 도로로 연결되어 있었다. 비교적 안전한 곳이었다.

### 이집트에서 귀환
얼마 후, 이 거룩한 가족이 이집트에서 돌아왔다. 본문에 따르면 헤롯이 죽었다고 말한다. 헤롯은 기원전 4년에 사망한 것으로 여겨지며, 마태는 어떻게 되었는지 언급하지 않지만 유대인 역사가 요세푸스는 유혈 죽음에 대해 생생하게 이야기한다.
거룩한 가족이 돌아가는 땅은 유다로 확인되는데, 유다는 종교적 집단을 언급하기보다는 유다가 유다와 갈릴리 전체를 지리적으로 묘사하는 역할을 하는 신약 전체에서 유일한 장소이다(마 2:20). 사람들 또는 일반적으로 유대인. 그러나 아켈라오가 새 왕이 된 것을 알고 대신 갈릴리로 갔음에도 불구하고 그들이 처음에 돌아온 것으로 묘사된 것은 유다이다. 역사적으로 아켈라오는 서기 6년에 주민들의 불만에 대한 응답으로 로마인들에 의해 폐위될 정도로 폭력적이고 공격적인 왕이었다.

### 호세아의 예언
마태복음 2장 15절은 호세아 11장 1절이 이집트에서 요셉, 마리아, 예수의 귀환으로 예언적으로 성취된 것을 인용한다.
"... 이집트에서 나는 내 아들을 불렀다".
마태가 호세아 11장 1절을 사용한 것은 여러 가지 방법으로 설명되었다. 센서스 플레니어(sensus plenior) 접근법은 호세아의 텍스트가 하나님이 의도하고 마태가 인정했지만 호세아에게는 알려지지 않은 의미를 포함한다고 말한다. 모형론적 해석은 이스라엘 민족사에서 발견되는 성취와 예수의 개인사에서 발견되는 실체적 성취를 해석한다. 마태가 모형론적 해석을 사용한 것은 그가 이사야 7:14, 9:1, 예레미야 31:15을 사용한 것에서도 볼 수 있다. 따라서 이그나티우스 카톨릭학 성경(Ignatius Catholic Study Bible)에 따르면, "호세아 11장 1절은 하나님의 '맏아들'(출 4:22) 이스라엘이 압제적인 파라오의 종살이에서 구출된 출애굽을 가리킨다. 마태는 이 본문이 또한 가리키는 것을 본다: "앞으로 영원한 맏아들(롬 8:29)이신 예수께서 포학한 헤롯에게서 구출되시고 후에 애굽에서 나오실 때(2:21)." 마찬가지로 정교회 연구 성경은 호세아 11장 1절의 인용이 먼저 이스라엘이 포로에서 나오는 것을 가리킨다. 구약에서 '아들'은 이스라엘 민족 전체를 가리킬 수 있다. 호세아의 예언적 선언에 대한 또 다른 해석은 모세가 파라오에게 한 선언에 따라 이스라엘을 하나님의 아들로 언급하면서 이집트에서 출애굽하는 동안 하나님이 이스라엘 민족을 이집트에서 부르신 일만을 언급한다는 것이다.
"이스라엘은 내 장자이니 내 아들을 보내어 그가 나를 섬기게 하라"(출 4:22-23).
마소라 본문은 "내 아들"(my son)로 읽은 반면, 칠십인역은 "그의 아들" 또는 "그의 자녀"로 읽는다. 마소라 본문이 선호되며, 단수형은 호세아 11:1의 단수형에 있는 다른 단어들과 출애굽기 4:22-23에 대한 언급과 모두 일치한다. 칠십인역은 호세아 11장 2절의 복수형인 그들과 그들에 일치하도록 만들어진 것으로 설명될 수 있다.

## 같이 보기
- 영아 학살
- 나사렛으로의 귀환